# 教育部國語推行委員會
教育部國語推行委員會，俗稱國語推行委員會、國語會，為中華民國教育部內的分支功能性委員會之一。2013年起，縮編為教育部終身教育司第四科，即「閱讀及語文教育科」。
中華民國接管臺灣後，國語推行委員會多針對正體漢字語文研究工作、國字字典編纂、國字文字與語言統整做實際統合工作，推行國語已具成效，但台語、客家語及各原住民諸語卻式微。
臺灣民主化後，若干縣市即相繼推行本土母語教學，國語推行委員會著手整理各種本土語言的拼音、用字等資訊；2000年後，則強調兩岸語文研究及臺灣閩南語、臺灣客家語及臺灣原住民族語的整理與教學。名為推展國語，實際業務為總整全國語文資訊及審議語言文字之標準。

## 歷史
1919年4月21日「國語統一籌備會」成立，1928年國民政府將其改組為「國語統一籌備委員會」；1935年「國語統一籌備委員會」因沒有經費而結束，經吳敬恆等人努力成立「教育部國語推行委員會」；1937年「教育部國語推行委員會」因戰爭暫停運作，1940年擴大組織恢復工作；1945年立法院通過《教育部國語推行委員會組織條例》，「教育部國語推行委員會」組織正式獲得法源依據。
1946年，臺灣省行政長官公署國語推行委員會成立；1948年，臺灣省行政長官公署改為臺灣省政府，臺灣省行政長官公署國語推行委員會改組為臺灣省政府國語推行委員會（臺灣省國語推行委員會）。1949年，因第二次國共內戰，中華民國政府撤退至臺灣，教育部並未恢復國語推行委員會的建置，當時只有臺灣省國語推行委員會維持運作。此後各縣市政府陸續設置當地的國語推行委員會，例如1969年11月8日臺北市政府成立臺北市國語推行委員會。
1981年，教育部為加強國語文教育，根據《教育部國語推行委員會組織條例》恢復設立「教育部國語推行委員會」。
2013年1月1日，隨行政院功能業務與組織調整，「教育部國語推行委員會」組織與業務併入教育部終身教育司第四科（閱讀及語文教育科）。
2013年12月31日立法院通過廢止《教育部國語推行委員會組織條例》，2014年1月15日由總統明令廢止。至此，「教育部國語推行委員會」組織及法源依據正式走入歷史。整併入教育部終身教育司後，成為閱讀及語文教育科的一部分。其後教育部有成立「本國語文教育推動辦公室」，但此係任務編組，成員仍為原閱讀及語文教育科人員。

## 任務職掌
教育部國語推行委員會依據相關法規規定之任務職掌有：
1. 關於本國語言文字整理之審議事項。
2. 關於本國語言文字標準書籍之編訂事項。
3. 關於本國語言文字資料之蒐集事項。
4. 關於本國語言文字教學方法之實驗改進事項。
5. 關於統一中外譯名音讀標準之訂定事項。
6. 關於推行國語教育人員之訓練事項。
7. 關於國內不識字者及僑居國外人民語文教育之設計實施及視導事項。
8. 關於邊疆地方施行語言教育之設計事項。
9. 其他關於語文教育事項。

## 歷任首長
教育部國語推行委員會主任委員
1. 吳敬恆：1935年7月－1953年10月
2. 何容：1981年2月
3. 楊其銑：1990年1月－1992年4月
4. 李鍌：1992年5月－2000年3月
5. 曹逢甫：2000年7月－2002年11月
6. 鄭良偉：2002年12月－2005年3月
7. 梁榮茂：2005年4月－2006年6月
8. 童春發：2006年6月－2008年11月
9. 曹逢甫：2008年12月－2012年12月（末任）[1]

## 出版物
- 《教育部國語辭典》
- 《臺灣閩南語常用詞辭典》
- 《臺灣客家語常用詞辭典》
- 《臺灣原住民族歷史語言文化大辭典》
- 《國語一字多音審訂表》
- 《國語注音符號手冊》
- 《中文譯音使用原則》
- 《部首手冊》
- 《重訂標點符號手冊修訂版》
- 《臺灣閩南語羅馬字拼音方案》
- 《客家語拼音方案》
- 《常用國字辨似》
- 《語詞調查報告書》
- 《臺灣本土語言文學獎作品集》

### 網站
- 母語學習fun輕鬆
- 常用國字標準字體筆順學習網 （页面存档备份，存于）
- 臺灣閩南語羅馬字拼音教學網 （页面存档备份，存于）
- 客家語拼音學習網 （页面存档备份，存于）
- 教育部部編版客家語分級教材 （页面存档备份，存于）

## 類似機關
- 中华人民共和国教育部国家语言文字工作委员会
- 新加坡推廣華語理事會
- 马来西亚華語規範理事會